# Mira (ster)
Mira (omikron Ceti) is een ster in het sterrenbeeld Walvis (Cetus).
De ster is een rode reus en is het prototype van de Mira-veranderlijken. De naam betekent "de Wonderbaarlijke", omdat de ster soms wel en soms niet met het blote oog zichtbaar is. Dit gedrag is in 1596 samen met zijn zoon Johannes Fabricius ontdekt en beschreven door David Fabricius. Deze ster is voor het eerst benoemd door Johannes Hevelius in zijn boek Historiola Mirae (1662). De periode van Mira (voor het eerst bepaald door Johannes Phocylides Holwarda in 1638) is 331,96 dagen. De magnitude verandert van ongeveer +3 in het maximum tot +9 in het minimum.

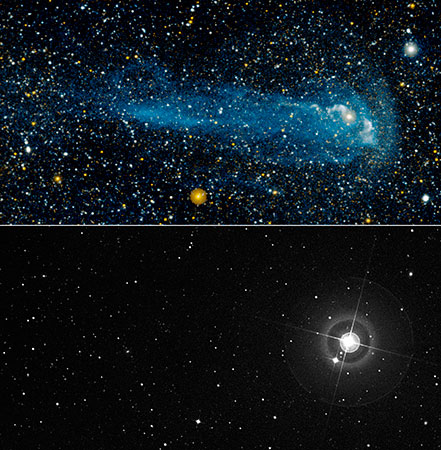
Boven: De boegschok (rechts) en staart (links) van Mira gemeten in nabij (135-174 nm) en ver (175-280 nm) ultraviolet licht door GALEX. Onder: Een optische foto van hetzelfde gebied.

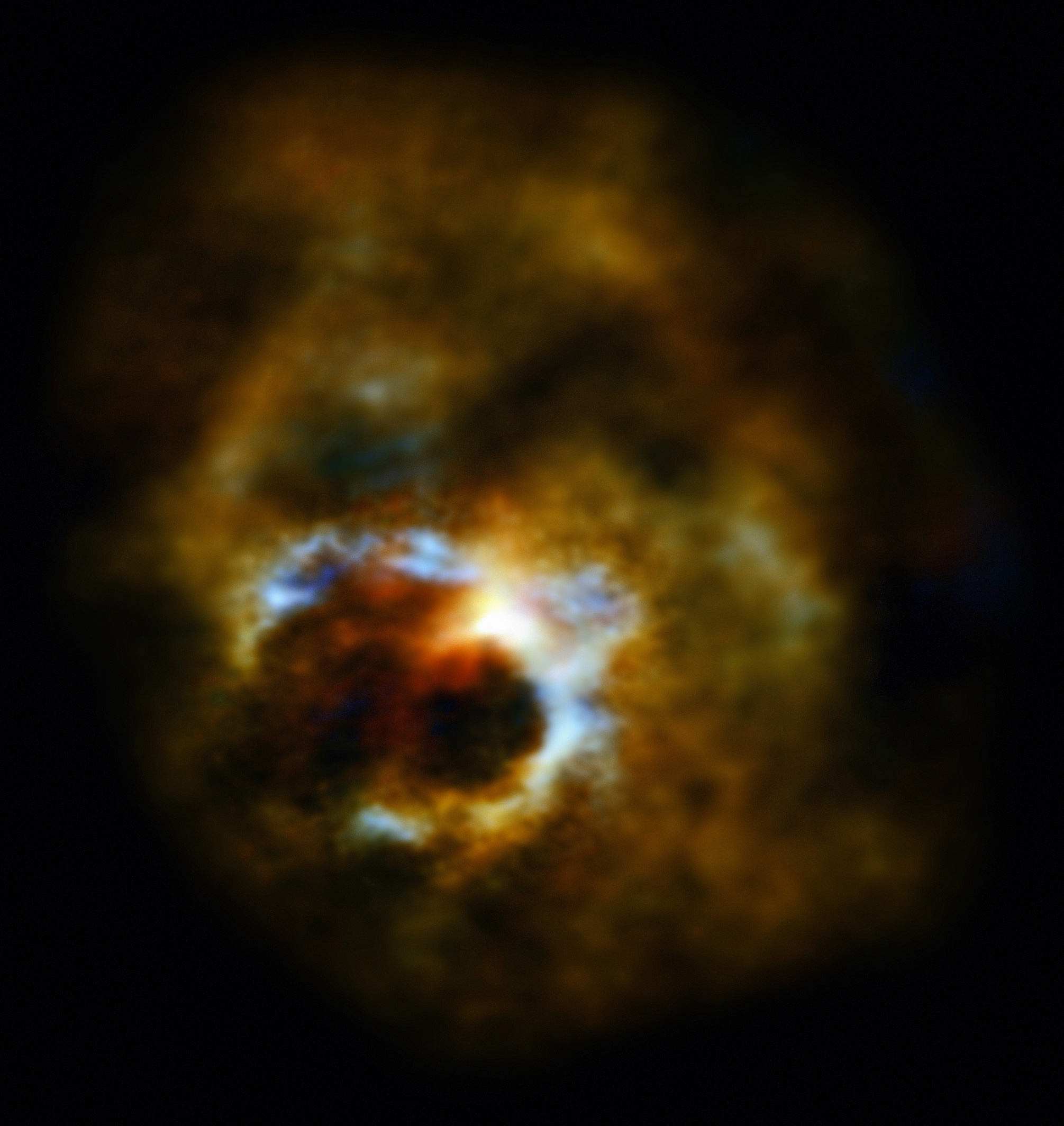
De circumstellaire schil rond Mira gemeten door ALMA in CO. Mira A en B liggen nabij het maximum van de CO emissie.

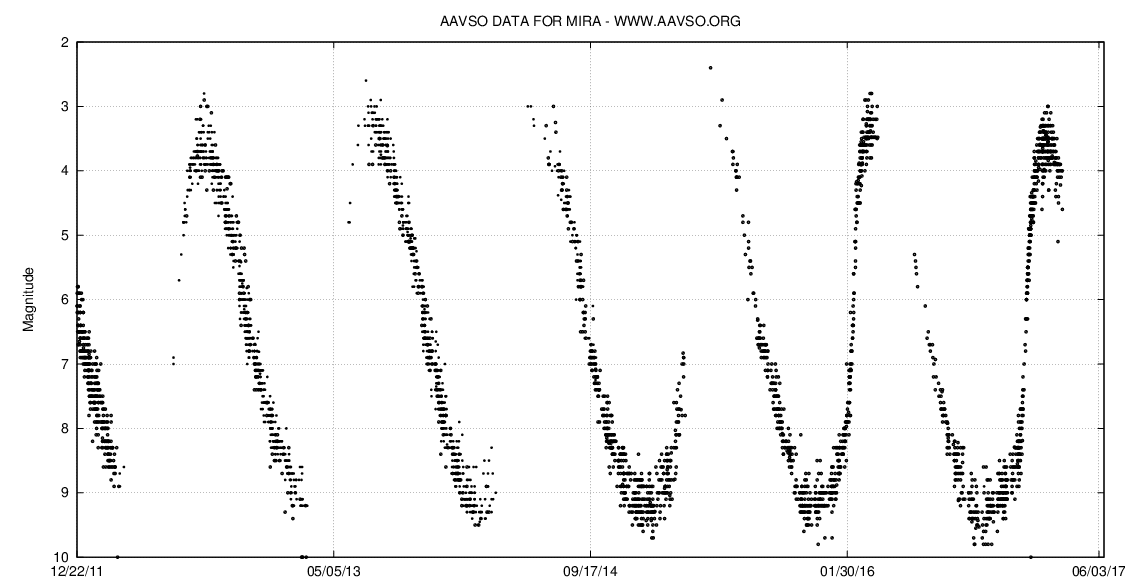
Lichtkromme van Mira

Mira beweegt met voor een rode reus bijzonder grote snelheid door het waarneembaar heelal, ongeveer 130 km per seconde. Omdat de ster veel gas uitstoot is achter Mira een komeetachtige staart van gas van 13 lichtjaar lengte en voor de ster een soort boeggolf, de boegschok, te zien. Alleen in ultraviolet licht zijn deze verschijnselen zichtbaar. Ze zijn pas in 2007 ontdekt door  opnamen van de satelliet Galaxy Evolution Explorer.

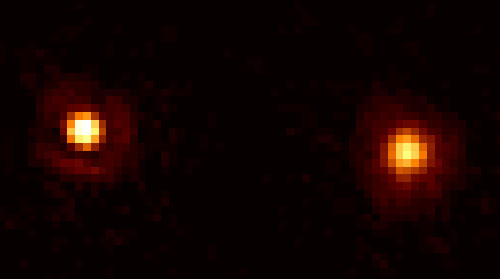
Mira A (rechts) en Mira B hebben een onderlinge afstand van 0,6 boogseconden.

Mira heeft nog een partnerster, een witte dwerg. De hoofdster wordt Mira A genoemd, de witte dwerg Mira B.
De volkssterrenwacht van Grimbergen is naar Mira genoemd.